# Rebekah Harkness
Rebekah West Harkness, nota anche come Betty Harkness (Saint Louis, 17 aprile 1915 – Manhattan, 17 giugno 1982), è stata una compositrice, scultrice e filantropa statunitense nota per aver fondato il Harkness Ballet. Il suo matrimonio con William Hale "Bill" Harkness, avvocato ed erede della fortuna della Standard Oil di William L. Harkness, la rese una delle donne più ricche degli Stati Uniti.

## Biografia
Rebekah Harkness nacque in una famiglia disfunzionale: il padre, Allen Tarwater, era un intermediario finanziario e la madre, chiamata Rebekah proprio come la figlia, era una moglie trofeo. Rebekah non fu cresciuta dai genitori, bensì da varie tate, in particolare da una tata che aveva precedentemente lavorato in un ospedale psichiatrico. I genitori, scontenti nel vedere la figlia prendere peso, la forzarono a dedicarsi alla danza e al pattinaggio affinché questa potesse restare magra. Al liceo strinse amicizia con un gruppo di cattive ragazze che si denominavano "Bitch Pack". Dopo essersi diplomata, nel 1932, Rebekah partecipò a diversi galà importanti, facendosi notare nella scena mondana assieme al suo gruppo di amiche per i loro scherzi crudeli. In occasione del ballo di debutto della sorella, Rebekah avvelenò il cibo con dei lassativi. In varie occasioni, Rebekah e le amiche hanno improvvisato degli spogliarelli davanti agli ospiti. Mentre si trovava su una nave da crociera, Rebekah si è messa a lanciare piatti all'orchestra filippina della nave, nuotare nuda in piena vista degli altri passeggeri e urlare varie oscenità a squarcia gola, e il transatlantico alla fine si è visto costretto ad allontanare la donna dalla nave.
Il 10 giugno 1939, Rebekah West sposò il fotografo Dickson W. Pierce, figlio di Thomas M. Pierce e discendente di Franklin Pierce, 14º presidente degli Stati Uniti. Il loro matrimonio fu infelice e la stessa Rebekah rivelò di averlo sposato perché "non aveva nient'altro da fare". Prima del divorzio, avvenuto nel 1946, ebbero due figli: Allen Pierce (1940) e Anne Terry Pierce (1944).
Il 1º ottobre 1947, sposò William Hale Harkness (1900-1954), figlio di William Lamon Harkness, erede della Standard Oil. Il New York Times ha descritto William Harkness come un "uomo imbarazzante" a causa dei suoi hobby. Ad esempio, gli piaceva pubblicare libri senza senso che lui stesso ammetteva fossero orribili. Rebekah Harkness aveva davvero paura del marito: William, quindici anni più di lei, vedeva Rebekah come una "bambina cattiva" e la loro dinamica matrimoniale consisteva in vari tentativi da parte di William di controllare in maniera prepotente il comportamento inappropriato della moglie. In precedenza, William era stato sposato con Elisabeth Grant. Prima della sua morte, nell'agosto 1954, ebbero una figlia insieme: Edith Hale Harkness (1948–1982).
Nel 1956, Rebekah, da poco vedova, apparve sulla copertina di Vogue, indossando un abito Mainbocher nero e pulito con un grembiule di raso bianco sulla schiena. Quando Rebekah ha deciso di ristrutturare la sua villa nel Rhode Island, ha chiesto che avesse otto cucine e 21 bagni. Voleva questi aggiornamenti in modo da poter vedere il meno possibile i suoi tre figli: tutte le stanze in più davano alle tate molto spazio per nutrire e fare il bagno ai bambini senza che Rebekah dovesse sapere nulla al riguardo. Organizzò diverse feste bizzarre, provando cose sempre nuove come tingere la sua mousse al cioccolato di color blu prima di servirla agli ospiti. Decise anche di riempire gli acquari di casa sua con lo Scotch. Il carattere eccentrico di Rebekah ha fatto sì che comparisse sulle copertine di varie riviste e quotidiani di New York tra gli anni '60 e gli anni '70. In particolare tinse un cane di verde e riempì la sua piscina di Dom Pérignon, oltre ad aver portato avanti una carriera da ballerina, aver avuto diversi amanti, e essere caduta nel tunnel dell'alcol e delle droghe. Sperperò circa 38 milioni di dollari solo in progetti legati alla danza e al teatro. Harkness si immaginava anche compositrice e pensava che lo scrittore J.D. Salinger avesse le storie perfette per la sua musica, quindi un giorno si travestì da donna delle pulizie, bussò alla sua porta, e poi cercò invano di convincerlo a lasciarle usare la sua narrativa.
Nel 1961, sposò il dottor Benjamin Harrison Kean (1912-1993), un medico che era professore di medicina tropicale presso il Cornell Medical College. Divorziarono nel 1965.
Nel 1966 la figlia Terry la rese nonna di una bambina, Angel, la quale soffriva di un disturbo al cervello: Rebekah divenne particolarmente fredda con la nipotina quando questa, ingenuamente, le rovinò un fiocco attaccato ai capelli, rovinandole l'acconciatura appena sistemata.
Nel 1974, si sposò per la quarta volta con Niels H. Lauersen, un altro medico, vent'anni più giovane di Rebekah. Divorziarono nel 1977.
I figli di Rebekah soffrirono di diversi disturbi mentali e un figlio fu anche condannato al carcere perché ritenuto colpevole di un omicidio. Edith è stata clinicamente depressa e ha avuto tendenze suicide per gran parte della sua vita e ha trascorso decine di anni dentro e fuori dagli istituti psichiatrici, a seguito di tentativi quasi fatali di autolesionismo. Edith usava spesso le pillole della madre per eseguire questi tentativi.

## Morte
Harkness morì di cancro nella sua casa di Manhattan il 17 giugno 1982. Le sue ceneri furono poste in un'urna da 250.000 dollari progettata da Salvador Dalí, la quale fu collocata nel Mausoleo di Harkness nel cimitero di Woodlawn.

## Nella cultura di massa
La villa "Holiday House" di Harkness a Watch Hill, Rhode Island, è stata acquisita nel 2013 dalla cantante Taylor Swift. Nel 2020 Swift ha scritto la canzone The Last Great American Dynasty, inclusa nell'album Folklore, in cui racconta la storia di Rebekah Harkness.
An American Ballet Story è un film documentario diretto da Leslie Strait e sponsorizzato dalla International Documentary Association che mira a esplorare la compagnia Harkness Ballet.